# Lombardia Trophy de 2017
Lombardia Trophy de 2017 foi a décima edição do Lombardia Trophy, um evento anual de patinação artística no gelo e que fez parte do Challenger Series de 2017–18. A competição foi disputada entre os dias 14 de setembro e 17 de setembro, na cidade de Bérgamo, Itália.

## Eventos
- Individual masculino
- Individual feminino
- Duplas
- Dança no gelo

## Medalhistas
| Evento                        | Ouro                                         | Prata                                         | Bronze                                         |
| Individual masculino detalhes | Shoma Uno · Japão                            | Jason Brown · Estados Unidos                  | Brendan Kerry · Austrália                      |
| Individual feminino detalhes  | Alina Zagitova · Rússia                      | Wakaba Higuchi · Japão                        | Carolina Kostner · Itália                      |
| Duplas detalhes               | Natalia Zabiiako · Alexander Enbert · Rússia | Nicole Della Monica · Matteo Guarise · Itália | Valentina Marchei · Ondřej Hotárek · Itália    |
| Dança no gelo detalhes        | Charlène Guignard · Marco Fabbri · Itália    | Alla Loboda · Pavel Drozd · Rússia            | Oleksandra Nazarova · Maksym Nikitin · Ucrânia |

## Resultados

### Individual masculino
| Pos.              | Nome               | Nacionalidade  | Pontos | PC         | PL          |
| ----------------- | ------------------ | -------------- | ------ | ---------- | ----------- |
| Medalha de ouro   | Shoma Uno          | Japão          | 319.84 | 104.87 (1) | 214.97 (1)  |
| Medalha de prata  | Jason Brown        | Estados Unidos | 259.88 | 83.01 (2)  | 176.87 (2)  |
| Medalha de bronze | Brendan Kerry      | Austrália      | 233.05 | 82.30 (3)  | 150.75 (5)  |
| 4                 | Deniss Vasiļjevs   | Letônia        | 228.91 | 76.17 (5)  | 152.74 (4)  |
| 5                 | Matteo Rizzo       | Itália         | 227.02 | 71.67 (6)  | 155.35 (3)  |
| 6                 | Alexander Majorov  | Suécia         | 218.78 | 80.85 (4)  | 137.93 (7)  |
| 7                 | Alexander Petrov   | Rússia         | 208.65 | 68.79 (8)  | 139.86 (6)  |
| 8                 | Andrei Lazukin     | Rússia         | 199.42 | 67.92 (9)  | 131.50 (8)  |
| 9                 | Stephane Walker    | Suíça          | 194.49 | 63.63 (11) | 130.86 (9)  |
| 10                | Jordan Moeller     | Estados Unidos | 191.73 | 70.75 (7)  | 120.98 (13) |
| 11                | Ivan Righini       | Itália         | 188.40 | 61.64 (13) | 126.76 (11) |
| 12                | Hiroaki Sato       | Japão          | 184.78 | 57.94 (17) | 126.84 (10) |
| 13                | Maurizio Zandron   | Itália         | 184.17 | 60.51 (14) | 123.66 (12) |
| 14                | Sondre Oddvoll Bøe | Noruega        | 180.23 | 63.37 (12) | 116.86 (14) |
| 15                | Graham Newberry    | Reino Unido    | 179.00 | 65.98 (10) | 113.02 (15) |
| 16                | Aleksandr Selevko  | Estônia        | 167.58 | 57.96 (16) | 109.62 (16) |
| 17                | Valtter Virtanen   | Finlândia      | 164.51 | 57.08 (18) | 107.43 (17) |
| 18                | James Min          | Austrália      | 160.97 | 58.45 (15) | 102.52 (19) |
| 19                | Samuel Koppel      | Estônia        | 157.23 | 57.07 (19) | 100.16 (20) |
| 20                | Adrien Tesson      | França         | 152.81 | 47.22 (22) | 105.59 (18) |
| 21                | Daniil Zurav       | Estônia        | 145.11 | 48.32 (21) | 96.79 (21)  |
| 22                | Landry Le May      | França         | 142.87 | 56.41 (20) | 86.46 (22)  |
| 23                | Tim Huber          | Suíça          | 120.70 | 40.50 (23) | 80.20 (23)  |

### Individual feminino
| Pos.              | Nome                      | Nacionalidade    | Pontos | PC         | PL         |
| ----------------- | ------------------------- | ---------------- | ------ | ---------- | ---------- |
| Medalha de ouro   | Alina Zagitova            | Rússia           | 218.46 | 71.29 (3)  | 147.17 (1) |
| Medalha de prata  | Wakaba Higuchi            | Japão            | 217.63 | 74.26 (1)  | 143.37 (2) |
| Medalha de bronze | Carolina Kostner          | Itália           | 198.36 | 71.67 (2)  | 126.69 (5) |
| 4                 | Bradie Tennell            | Estados Unidos   | 196.70 | 64.34 (5)  | 132.36 (3) |
| 5                 | Yura Matsuda              | Japão            | 195.56 | 65.62 (4)  | 129.94 (4) |
| 6                 | Elizaveta Tuktamysheva    | Rússia           | 184.75 | 58.91 (6)  | 125.84 (6) |
| 7                 | Lea Johanna Dastich       | Alemanha         | 150.38 | 53.33 (11) | 97.05 (8)  |
| 8                 | Amber Glenn               | Estados Unidos   | 149.96 | 57.44 (8)  | 92.52 (11) |
| 9                 | Matilda Algotsson         | Suécia           | 149.88 | 52.59 (12) | 97.29 (7)  |
| 10                | Laurine Lecavelier        | França           | 149.02 | 53.97 (10) | 95.05 (9)  |
| 11                | Emmi Peltonen             | Finlândia        | 138.21 | 46.09 (18) | 92.12 (13) |
| 12                | Fruzsina Medgyesi         | Hungria          | 137.26 | 43.67 (22) | 93.59 (10) |
| 13                | Micol Cristini            | Itália           | 137.21 | 58.03 (7)  | 79.18 (22) |
| 14                | Joshi Helgesson           | Suécia           | 133.54 | 54.15 (9)  | 79.39 (21) |
| 15                | Kristina Škuleta-Gromova  | Estônia          | 133.30 | 40.78 (27) | 92.52 (12) |
| 16                | Anne Line Gjersem         | Noruega          | 131.92 | 52.23 (13) | 79.69 (19) |
| 17                | Yasmine Kimiko Yamada     | Suíça            | 131.37 | 49.76 (15) | 81.61 (17) |
| 18                | Kristen Spours            | Reino Unido      | 130.63 | 42.39 (25) | 88.24 (15) |
| 19                | Anastasia Galustyan       | Armênia          | 130.36 | 49.05 (16) | 81.31 (18) |
| 20                | Jeon Gyo-hee              | Coreia do Sul    | 129.91 | 42.49 (24) | 87.42 (16) |
| 21                | Annely Vahi               | Estônia          | 124.95 | 36.46 (30) | 88.49 (14) |
| 22                | Michaela Lucie Hanzlíková | República Tcheca | 120.41 | 50.89 (14) | 69.52 (30) |
| 23                | Alisson Perticheto        | Filipinas        | 120.12 | 43.55 (23) | 76.57 (24) |
| 24                | Gerli Liinamäe            | Estônia          | 119.10 | 39.51 (29) | 79.59 (20) |
| 25                | Kim Na-hyun               | Coreia do Sul    | 118.86 | 44.38 (19) | 74.48 (27) |
| 26                | Tanja Odermatt            | Suíça            | 118.41 | 42.11 (26) | 76.30 (25) |
| 27                | Nina Povey                | Reino Unido      | 117.41 | 43.87 (21) | 73.54 (28) |
| 28                | Yoonmi Lehmann            | Suíça            | 117.19 | 43.96 (20) | 73.23 (29) |
| 29                | Aleksandra Golovkina      | Lituânia         | 114.03 | 46.49 (17) | 67.54 (31) |
| 30                | Antonina Dubinina         | Sérvia           | 112.19 | 35.12 (32) | 77.07 (23) |
| 31                | Elizaveta Ukolova         | República Tcheca | 111.65 | 35.79 (31) | 75.86 (26) |
| 32                | Sandra Ramond             | França           | 101.13 | 40.21 (28) | 60.92 (33) |
| 33                | Greta Morkytė             | Lituânia         | 97.08  | 34.61 (33) | 62.47 (32) |
| 34                | Romana Kaiser             | Liechtenstein    | 88.51  | 33.58 (34) | 54.93 (34) |

### Duplas
| Pos.              | Nome                                 | Nacionalidade  | Pontos | PC        | PL         |
| ----------------- | ------------------------------------ | -------------- | ------ | --------- | ---------- |
| Medalha de ouro   | Natalia Zabiiako / Alexander Enbert  | Rússia         | 196.06 | 69.22 (1) | 126.84 (1) |
| Medalha de prata  | Nicole Della Monica / Matteo Guarise | Itália         | 191.39 | 66.66 (2) | 124.73 (2) |
| Medalha de bronze | Valentina Marchei / Ondřej Hotárek   | Itália         | 180.86 | 61.32 (3) | 119.54 (3) |
| 4                 | Ashley Cain / Timothy Leduc          | Estados Unidos | 166.32 | 60.56 (4) | 105.76 (5) |
| 5                 | Alisa Efimova / Alexander Korovin    | Rússia         | 160.70 | 56.54 (5) | 104.16 (6) |
| 6                 | Miriam Ziegler / Severin Kiefer      | Áustria        | 155.90 | 49.80 (6) | 106.10 (4) |
| 7                 | Laura Barquero / Aritz Maestu        | Espanha        | 140.24 | 49.44 (7) | 90.80 (7)  |
| 8                 | Daria Beklemisheva / Mark Magyar     | Hungria        | 113.00 | 41.28 (9) | 71.72 (8)  |
| WD                | Rebecca Ghilardi / Filippo Ambrosini | Itália         | —      | 43.34 (5) | — (WD)     |

### Dança no gelo
| Pos.              | Nome                                    | Nacionalidade  | Pontos | DC         | DL         |
| ----------------- | --------------------------------------- | -------------- | ------ | ---------- | ---------- |
| Medalha de ouro   | Charlène Guignard / Marco Fabbri        | Itália         | 169.30 | 70.26 (1)  | 99.04 (1)  |
| Medalha de prata  | Alla Loboda / Pavel Drozd               | Rússia         | 154.40 | 63.34 (2)  | 91.06 (2)  |
| Medalha de bronze | Oleksandra Nazarova / Maksym Nikitin    | Ucrânia        | 150.88 | 61.06 (4)  | 89.82 (3)  |
| 4                 | Elliana Pogrebinsky / Alex Benoit       | Estados Unidos | 150.42 | 61.36 (3)  | 89.06 (4)  |
| 5                 | Cecilia Törn / Jussiville Partanen      | Finlândia      | 132.92 | 50.70 (8)  | 82.22 (5)  |
| 6                 | Jasmine Tessari / Francesco Fioretti    | Itália         | 132.76 | 55.54 (5)  | 77.22 (7)  |
| 7                 | Lucie Myslivečková / Lukáš Csölley      | Eslováquia     | 129.06 | 52.74 (7)  | 76.32 (8)  |
| 8                 | Misato Komatsubara / Timothy Koleto     | Japão          | 128.28 | 49.80 (9)  | 78.48 (6)  |
| 9                 | Lilah Fear / Lewis Gibson               | Reino Unido    | 124.22 | 53.70 (6)  | 70.52 (10) |
| 10                | Juulia Turkkila / Matthias Versluis     | Finlândia      | 120.44 | 49.14 (10) | 71.30 (9)  |
| 11                | Rikako Fukase / Aru Tateno              | Japão          | 117.30 | 47.80 (11) | 69.50 (11) |
| 12                | Adelina Galayavieva / Laurent Abecassis | França         | 104.54 | 42.64 (12) | 61.90 (12) |
| 13                | Viktoria Semenjuk / Artur Gruzdev       | Estônia        | 100.36 | 38.84 (13) | 61.52 (13) |

## Quadro de medalhas
| Ordem | País           | Medalha de ouro | Medalha de prata | Medalha de bronze |    | Ordem por total |
| ----- | -------------- | --------------- | ---------------- | ----------------- | -- | --------------- |
| 1     | Rússia         | 2               | 1                |                   | 3  | 2               |
| 2     | Itália         | 1               | 1                | 2                 | 4  | 1               |
| 3     | Japão          | 1               | 1                |                   | 2  | 3               |
| 4     | Estados Unidos |                 | 1                |                   | 1  | 4               |
| 5     | Austrália      |                 |                  | 1                 | 1  | 4               |
| 5     | Ucrânia        |                 |                  | 1                 | 1  | 4               |
| TOTAL | TOTAL          | 4               | 4                | 4                 | 12 | —               |